# Gediksaray, Göynücek
Gediksaray là một thị trấn thuộc huyện Göynücek, tỉnh Amasya, Thổ Nhĩ Kỳ. Dân số thời điểm năm 2010 là 801 người.